# Warren Zimmermann
Warren Zimmermann (ur. 16 listopada 1934 w Filadelfii, zm. 3 lutego 2004 w Great Falls) – amerykański dyplomata, ostatni ambasador Stanów Zjednoczonych w socjalistycznej Jugosławii przed jej rozpadem na początku lat 90'.
Zimmermann był szefem amerykańskiej delegacji na Konferencji Bezpieczeństwa i Współpracy w Europie w latach 1986-89. Międzynarodowy rozgłos zyskał jako ostatni ambasador Stanów Zjednoczonych w socjalistycznej Jugosławii.
Po wybuchu wojny w Bośni w 1992 r. Zimmermann zrezygnował z funkcji ambasadora, jako wyraz sprzeciwu wobec polityki niemieszania się w konflikt bałkański przez administrację prezydenta Billa Clintona. Sam Zimmermann był gorącym zwolennikiem interwencji zbrojnej USA w byłej Jugosławii.
Był autorem wielu książek nt. konfliktu w byłej Jugosławii, w których otwarcie krytykował ówczesną amerykańską politykę w regionie Bałkanów Zachodnich.
Zmarł 3 lutego 2004 r. w swoim domu w Great Falls w stanie Wirginia.